# Evelyn Mayr
Evelyn Mayr (* 12. Mai 1989) ist eine ehemalige italienische Tennisspielerin. Sie und ihre jüngere Schwester Julia Mayr, mit der zusammen sie sämtliche Doppeltitel gewann, stammen aus Olang in Südtirol.

## Karriere
Evelyn Mayr, die im Alter von sechs Jahren mit dem Tennissport begann, spielte laut ITF-Profil am liebsten auf Sand.
Ihr erstes Turnier bestritt sie im Sommer 2005 in ihrer italienischen Heimat. Sie gewann auf dem ITF Women’s Circuit jeweils sieben Einzel- und Doppeltitel.
Seit dem ITF-Turnier in Wiesbaden im Mai 2012 hat sie auf der Damentour kein Match mehr bestritten.

## Turniersiege

### Einzel
| Nr. | Datum              | Turnier   | Belag     | Kategorie   | Finalgegnerin       | Ergebnis      |
| --- | ------------------ | --------- | --------- | ----------- | ------------------- | ------------- |
| 1.  | 16. Februar 2008   | Arezzo    | Sand      | ITF $10.000 | Anastasia Grymalska | 6:4, 6:3      |
| 2.  | 17. August 2008    | Versmold  | Sand      | ITF $10.000 | Romana Tedjakusuma  | 5:7, 6:4, 6:3 |
| 3.  | 14. September 2008 | Innsbruck | Sand      | ITF $10.000 | Iryna Burjatschok   | 6:1, 2:6, 6:1 |
| 4.  | 12. April 2009     | Šibenik   | Sand      | ITF $10.000 | Annalisa Bona       | 7:5, 7:63     |
| 5.  | 21. Februar 2010   | Albufeira | Hartplatz | ITF $10.000 | Eliza Kostowa       | 6:4, 6:4      |
| 6.  | 7. März 2010       | Antalya   | Sand      | ITF $10.000 | Julia Mayr          | 6:4, 6:2      |
| 7.  | 17. April 2011     | Bol       | Sand      | ITF $10.000 | Anna-Lena Friedsam  | 7:63, 6:2     |

### Doppel
| Nr. | Datum              | Turnier      | Belag        | Kategorie   | Partnerin  | Finalgegnerinnen                                | Ergebnis         |
| --- | ------------------ | ------------ | ------------ | ----------- | ---------- | ----------------------------------------------- | ---------------- |
| 1.  | 29. August 2009    | Pörtschach   | Sand         | ITF $10.000 | Julia Mayr | Martina Caciotti Tina Obrez                     | 6:2, 4:6, [10:6] |
| 2.  | 13. Februar 2010   | Vale do Lobo | Hartplatz    | ITF $10.000 | Julia Mayr | Ana Martinović Lisa Sabino                      | 6:2, 6:1         |
| 3.  | 28. August 2010    | Pörtschach   | Sand         | ITF $10.000 | Julia Mayr | Dalila Jakupović Vivienne Vierin                | 6:4, 6:1         |
| 4.  | 19. März 2011      | Madrid       | Sand (Halle) | ITF $10.000 | Julia Mayr | Nicole Clerico Leticia Costas-Moreira           | 6:2, 6:2         |
| 5.  | 24. September 2011 | Madrid       | Hartplatz    | ITF $10.000 | Julia Mayr | Rocío de la Torre-Sánchez Georgina García Pérez | 6:1, 6:4         |
| 6.  | 8. Oktober 2011    | Antalya      | Sand         | ITF $10.000 | Julia Mayr | Anouk Tigu Bernice van de Velde                 | 7:65, 6:0        |
| 7.  | 24. März 2012      | ManavgaT     | Sand         | ITF $10.000 | Julia Mayr | Claudia Giovine Teodora Mirčić                  | 6:2, 6:3         |